# Thomas Winter (Fußballspieler)
Thomas Winter (* 22. September 1967 in Reutlingen) ist ein ehemaliger deutscher Profi-Fußballspieler und heutiger Spielertrainer.
Winter begann seine Karriere beim SSV Reutlingen 05, für dessen erste Mannschaft er seit 1985 in der damals drittklassigen Oberliga spielte. 1987 schloss er sich der Bundesligamannschaft von Borussia Mönchengladbach an, die er im Januar 1991 verließ, um sich den Stuttgarter Kickers anzuschließen, mit denen Winter den Aufstieg in die Bundesliga schaffte. Nach nur einem halben Jahr verließ er die Kickers wieder und kehrte zum SSV Reutlingen 05 zurück, mit dem Winter 1997 Deutscher Amateurmeister wurde. 1998 wechselte er zu den Kickers Offenbach, mit denen Winter der Aufstieg in die zweite Bundesliga gelang, ehe er sich 1999 dem Regionalligateam von Borussia Fulda anschloss. In Fulda beendete Winter 2002 seine Karriere in den höheren Fußballspielklassen. Danach war er noch in der Landesliga von 2002 bis 2005 beim SV Steinbach, von 2005 bis 2006 beim TSV Grebenhain und von 2006 bis 2008 bei der SG Niederaula/Hattenbach als Spielertrainer aktiv. In der Kreisoberliga war er von 2008 bis 2009 bei der FSG Wartenberg und von 2009 bis 2012 beim SV Nieder-Moos Spielertrainer. Ab 2012 betreute er den in der Kreisoberliga Fulda Süd spielenden SV Mittelkalbach.
Seit Juni 2018 ist er als Spielertrainer beim SV Blau-Weiß Großentaft aktiv, welchen er zum Ende der Saison 2022/23 verlassen wird.
Zurzeit betreibt Thomas Winter eine Fußballschule.